# Platytomus obscurior
Platytomus obscurior är en skalbaggsart som beskrevs av Blackburn 1904. Platytomus obscurior ingår i släktet Platytomus och familjen Aphodiidae. Inga underarter finns listade i Catalogue of Life.